# Златна арена за режију
Златна арена за режију је награда која се додељује најбољем режисеру на Фестивалу играног филма у Пули и до 1992. године била је југословенски кинематографски еквивалент америчког Оскара. Од 1992. године награда се додељује само хрватским филмовима. Први Филмски фестивал у Пули био је одржан 1954. године, али је награда уведена тек 1955. године.

## Списак добитника

### За времеСФРЈ(1955 — 1990)
| Година | Добитник                 | Филм                          |                          |
| ------ | ------------------------ | ----------------------------- | ------------------------ |
| 1955.  | Франтишек Чап            | Тренуци одлуке                |                          |
| 1956.  | Бранко Бауер             | Не окрећи се сине             |                          |
| 1957.  | Соја Јовановић           | Поп Ћира и поп Спира          |                          |
| 1958.  | Никола Танхофер          | Х-8                           |                          |
| 1959.  | Јоже Бабич               | Три четвртине Сунца           |                          |
| 1960.  | Вељко Булајић            | Рат                           |                          |
| 1961.  | Није додељена            | Није додељена                 | Није додељена            |
| 1962.  | Није додељена            | Није додељена                 | Није додељена            |
| 1963.  | Бранко Бауер             | Лицем у лице                  |                          |
| 1963.  | Игор Претнар             | Саморастники                  |                          |
| 1964.  | Жика Митровић            | Марш на Дрину                 |                          |
| 1964.  | Франце Штиглиц           | Не плачи, Петре               |                          |
| 1965.  | Александар Петровић      | Три                           |                          |
| 1966.  | Ватрослав Мимица         | Понедељак или уторак          |                          |
| 1967.  | Александар Петровић      | Скупљачи перја                |                          |
| 1967.  | Пуриша Ђорђевић          | Јутро                         |                          |
| 1968.  | Живојин Павловић         | Кад будем мртав и бео         |                          |
| 1969.  | Федор Шкубоња            | Низводно од сунца             |                          |
| 1970.  | Крсто Папић              | Лисице                        |                          |
| 1971.  | Кирил Ценевски           | Црно семе                     |                          |
| 1972.  | Александар Петровић      | Мајстор и Маргарита           |                          |
| 1973.  | Матјаж Клопчич           | Јесење цвеће                  |                          |
| 1974.  | Здравко Велимировић      | Дервиш и смрт                 |                          |
| 1975.  | Матјаж Клопчич           | Страх                         |                          |
| 1976.  | Горан Паскаљевић         | Чувар плаже у зимском периоду |                          |
| 1977.  | Живојин Павловић         | Хајка                         |                          |
| 1978.  | Срђан Карановић          | Мирис пољског цвећа           |                          |
| 1979.  | Фадил Хаџић              | Новинар                       |                          |
| 1980.  | Горан Паскаљевић         | Посебан третман               |                          |
| 1981.  | Није додељена            | Није додељена                 | Није додељена            |
| 1982.  | Милош Радивојевић        | Живети као сав нормалан свет  |                          |
| 1983.  | Срђан Карановић          | Нешто између                  |                          |
| 1984.  | Рајко Грлић              | У раљама живота               |                          |
| 1985.  | Емир Кустурица           | Отац на службеном путу        |                          |
| 1986.  | Лордан Зафрановић        | Вечерња звона                 |                          |
| 1987.  | Владимир Блажевски       | Хај-Фај                       |                          |
| 1988.  | Жарко Драгојевић         | Кућа поред пруге              |                          |
| 1989.  | Јоже Погачник            | Кафана Асторија               |                          |
| 1990.  | Филип Робар Дорин        | Ветар у мрежи                 |                          |
| 1991.  | Фестивал није био одржан | Фестивал није био одржан      | Фестивал није био одржан |

### У Хрватској (од 1992)
| Година | Добитник                     | Филм                                   |                           |
| ------ | ---------------------------- | -------------------------------------- | ------------------------- |
| 1992.  | Крсто Папић                  | Прича из Хрватске                      |                           |
| 1993.  | Давор Жмегац                 | Златне године                          |                           |
| 1994.  | Фестивал није био одржан.    | Фестивал није био одржан.              | Фестивал није био одржан. |
| 1995.  | Зринко Огреста               | Испрани                                |                           |
| 1996.  | Винко Брешан                 | Како је почео рат на мом отоку         |                           |
| 1997.  | Горан Рушиновић              | Мондо Бобо                             |                           |
| 1998.  | Крсто Папић                  | Кад мртви запјевају                    |                           |
| 1999.  | Зринко Огреста               | Црвена прашина                         |                           |
| 2000.  | Лукас Нола                   | Небо, сателити                         |                           |
| 2001.  | Бруно Гамулин                | Полагана предаја                       |                           |
| 2002.  | Далибор Матанић              | Фине мртве дјевојке                    |                           |
| 2003.  | Винко Брешан                 | Свједоци                               |                           |
| 2004.  | Антун Врдољак                | Дуга мрачна ноћ                        |                           |
| 2005.  | Томислав Радић               | Што је Ива снимила 21. листопада 2003. |                           |
| 2006.  | Антонио Нуић                 | Све џаба                               |                           |
| 2007.  | Кристијан Милић              | Живи и мртви                           |                           |
| 2008.  | Арсен Антон Остојић          | Ничији син                             |                           |
| 2009.  | Горан Девић и Звонимир Јурић | Црнци                                  |                           |
| 2010.  | Рајко Грлић                  | Нека остане међу нама                  |                           |
| 2011.  | Далибор Матанић              | Ћаћа                                   |                           |
| 2012.  | Бранко Шмит                  | Људождер вегетаријанац                 |                           |
| 2013.  | Бобо Јелчић                  | Одбрана и заштита                      |                           |
| 2014.  | Кристијан Милић              | Број 55                                |                           |
| 2015.  | Далибор Матанић              | Звиздан                                |                           |
| 2016.  | Зринко Огреста               | С оне стране                           |                           |
| 2017.  | Хана Јушић                   | Не гледај ми у тањир                   |                           |
| 2017.  | Невио Марасовић              | Comic Sans                             |                           |